# 本橋次左衛門
本橋 次左衛門（もとはし じざえもん、? - 明治11年（1878年）8月11日）は、明治時代の一揆指導者。

## 経歴・人物
常陸国那珂郡小舟村の百姓。地租改正による百姓の窮乏をみかねて大町甚左衛門らと共に蜂起を決意。一揆の組織を作りあげ、明治9年（1876年）に地租改正反対一揆（那珂郡暴動：小瀬一揆）を指導。県令の中山信安が集めた旧士族、囚人の抜刀隊に鎮圧され、岡崎新八、小林彦衛門らと共に処刑された。